# Röda Korsets folkhögskola

Röda Korsets folkhögskola är en folkhögskola belägen i Skärholmen som har Svenska Röda Korset som huvudman.
Skolan erbjuder både allmänna kurser och särskilda kurser. De särskilda kurserna har ett internationellt och humanitärt fokus. Fler av dem är så kallade resande kurser vilket innebär att de delvis är förlagda i ett annat land.

## Historia
Röda Korsets folkhögskola startade 1990 i kronobränneriet vid Gripsholms lokaler i Mariefred genom att Svenska Röda Korset övertog huvudmannaskapet för Gripsholms folkhögskola från Södermanlands läns landsting. Folkhögskolan hade då funnits på samma plats sedan 1933. Det var landshövding Gustaf Sederholm som tog initiativet till Gripsholms folkhögskola. Men redan 1869, året efter att de tre första svenska folkhögskolorna bildats, väcktes frågan om att starta en folkhögskola inom Åkers och Selebo härader genom en donation från Lars Jacobi.
När Röda Korset grundade skolan byggde man även ett hotell samt utökade konferenslokaler då man ville skapa en internationell mötesplats för humanitära värderingar. Folkhögskolan utvecklade internationella kurser. 2003 konstaterades att den totala verksamheten inte gick ihop ekonomiskt varpå centralstyrelsen beslutade att verksamheten i Gripsholm skulle läggas ned.
Folkhögskolan flyttade sommaren 2004 all sin verksamhet till Stockholm. De allmänna kurserna förlades till Vårberg där skolan sedan tidigare hade haft verksamhet och de särskilda kurserna flyttade till Fryshuset. 2010 flyttade skolan till Skärholmens centrum, där samtliga kurser nu är förlagda.